# Gunhild von Dänemark

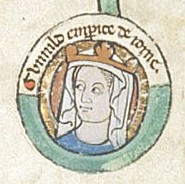
Königin Gunhild, mittelalterliche Buchillustration

Gunhild von Dänemark, auch Kunigunde, in angelsächsischen Quellen Chunihildis oder Chunelinda genannt, (* um 1019; † 18. Juli 1038) war von 1036 bis zu ihrem frühen Tod 1038 römisch-deutsche Königin an der Seite des Königs und späteren Kaisers Heinrich III.

## Leben
Gunhild war die Tochter des anglo-skandinavischen Königs Knut des Großen und seiner zweiten 
Frau Emma von der Normandie. Durch die erste Ehe ihrer Mutter war sie die Halbschwester des heiliggesprochenen englischen Königs Eduard des Bekenners und Alfred Æthelings. Ende 1025 diente sie im Alter von etwa sechs Jahren als Friedenspfand zwischen Kaiser Konrad II. und ihrem Vater. In dieser Eigenschaft kam sie an den deutschen Hof.
Im Mai 1035 wurde sie mit dem Thronfolger Heinrich (III.) verlobt und Pfingsten 1036 fand in Nimwegen die Hochzeit statt, zu der eine Gesandtschaft ihres Bruders Hardeknut anreiste, der inzwischen seinem Vater auf dem dänischen und dem englischen Thron gefolgt war. Die Krönung und Salbung zur Königin erfolgte am 29. Juni 1036 durch Erzbischof Pilgrim von Köln.
Prinzessin Gunhild war freundschaftlich verbunden mit Bischof Azecho von Worms. In einem Brief vom August 1036 berichtete der Hofkleriker Immo (später Bischof von Arezzo) seinem Oberhirten Azecho, dass Gunhild seit dessen Abreise traurig sei, da sie nun niemand mehr mit Mandelkernen beschenke und mit väterlichen Worten tröste. Weihnachten 1036 feierte Gunhild mit Heinrich III. und ihrer Schwiegermutter, Kaiserin Gisela, in Regensburg.
Ende 1037 oder Anfang 1038 gebar die Prinzessin in Italien die Tochter Beatrix. Bald darauf, am 18. Juli 1038, verstarb Gunhild dort, möglicherweise an Malaria. Da Heinrich erst 1046 Kaiser wurde, war sie selbst nur Königin. Heinrich III. war seit 1028 gewählter und gekrönter Mitkönig.
Ihr einziges Kind, Prinzessin Beatrix († 1061), amtierte als Äbtissin im Stift Gandersheim und im Stift Quedlinburg.

## Grabstätte

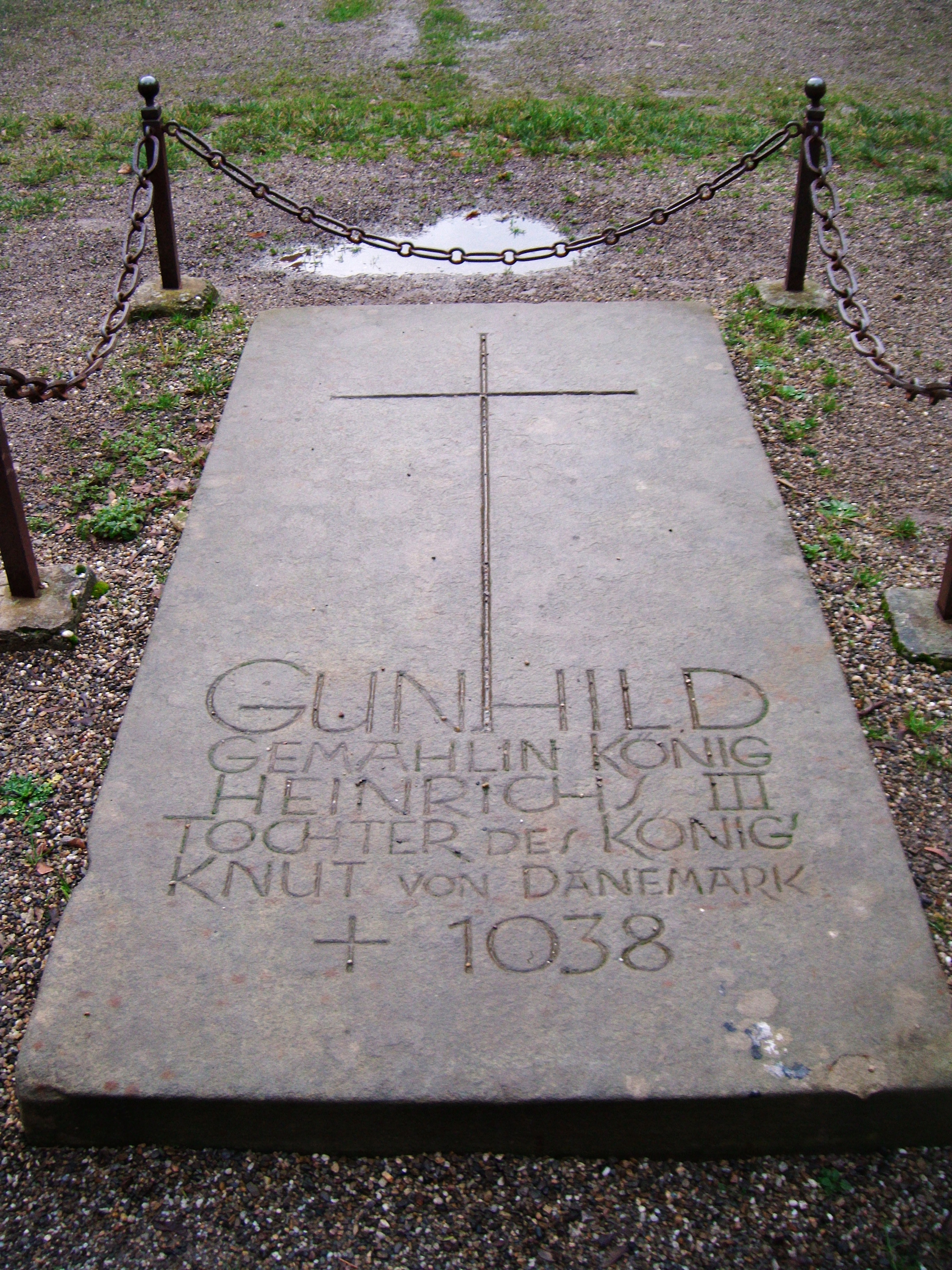
Grab der Königin Gunhild, in der Kirchenruine von Kloster Limburg bei Bad Dürkheim

Als Gunhild 1038 in Italien starb, wurde ihr Leichnam einbalsamiert, über die Alpen gebracht und im Kloster Limburg beerdigt.
1935 suchte Friedrich Sprater im Zuge einer archäologischen Grabung nach dem Grab. Er fand eines, das sich in prominentester Lage befand, direkt vor dem ehemaligen Standort des zentralen Altars vor dem Lettner. Es enthielt einen Sarkophag, der allerdings ausgeraubt und dabei beschädigt worden war, so dass Wasser darin stand. Außer Skelettresten enthielt die Bestattung nichts mehr. Diese Reste wurden im Anthropologischen Institut der Universität München untersucht. Sie konnten einer Frau im Alter von etwa 25 Jahren zugewiesen werden. Da Gunhild nach der historischen Überlieferung aufgrund der Eheschließung ihrer Eltern aber so alt nicht gewesen sein kann, bleibt unklar, ob das 1935 gefundene Grab tatsächlich das der Königin Gunhild ist.
Pläne, die Überreste als die der Königin Gunhild im Speyerer Dom beizusetzen, scheiterten an der Weigerung der Stadt Bad Dürkheim als Eigentümerin der Limburg. Sie wurden daher am 13. Dezember 1942 wieder am ursprünglichen Platz, nun jedoch in einem wasserdicht verschlossenen Schrein beigesetzt. Bei der Wiederbestattung wurde auch die heute sichtbare Grabplatte verlegt.